# Orangekronad eufonia
Orangekronad eufonia (Euphonia saturata) är en fågel i familjen finkar inom ordningen tättingar.

## Utseende
Orangekronad eufonia är en liten och kompakt fink med kort stjärt och rätt kraftig näbb. Hanen har tydligt orangetonad undersida och mörk ovansida med purpurblå glans. Det orangegula på hjässan är relativt utbrett jämfört med andra eufonior. Undersidan av stjärten är också karakteristiskt helmörk. Honan är enfärgat olivgul och är mycket lik andra eufoniahonor, framför allt tjocknäbbad eufonia, men ses vanligen i par eller smågrupper tillsammans med hanen.

## Utbredning och systematik
Fågeln förekommer i Anderna från sydvästra Colombia till nordvästra Peru (Tumbes). Den behandlas som monotypisk, det vill säga att den inte delas in i några underarter.

### Familjetillhörighet
Tidigare behandlades släktena Euphonia och Chlorophonia som tangaror, men DNA-studier visar att de tillhör familjen finkar, där de tillsammans är systergrupp till alla övriga finkar bortsett från släktet Fringilla.

## Levnadssätt
Orangekronad eufonia hittas i skogslandskap, skogsbryn och gläntor i låglänta områden och förberg, ofta i rätt torra områden. Den ses ofta i artblandade flockar med andra fåglar som skogssångare och tangaror.

## Status
Arten har ett stort utbredningsområde och beståndet anses stabilt. Internationella naturvårdsunionen IUCN listar den därför som livskraftig (LC).